# I Don't Worry About a Thing
| Recensione                                                      | Giudizio |
| --------------------------------------------------------------- | -------- |
| AllMusic                                                        | [ 1 ]    |
| 4969 - Jazz, una discografia (dopo il bebop prima della fusion) |          |

I Don't Worry About a Thing è un album discografico del pianista e cantante jazz statunitense Mose Allison, il primo dell’artista pubblicato dalla casa discografica Atlantic Records nel giugno del 1962.

## Tracce

### LP
Lato A
1. I Don't Worry About a Thing (Mose Allison: voce) – 2:17 (Mose Allison)
2. It Didn't Turn Out That Way (Mose Allison: voce) – 2:41 (Mose Allison)
3. Your Mind Is on Vacation (Mose Allison: voce) – 2:35 (Mose Allison)
4. Let Me See (Strumentale) – 4:08 (Count Basie, Harry Edison)
5. Everything I Have Is Yours (Strumentale) – 4:07 (Harold Adamson, Burton Lane)

Lato B
1. Stand By (Strumentale) – 4:56 (Mose Allison)
2. Idyll (Strumentale) – 4:15 (Mose Allison)
3. The Wall (Strumentale) – 3:30 (Mose Allison)
4. Meet Me at No Special Place (Mose Allison: voce) – 2:33 (Joseph Russel Robinson, Arthur Terker, Harry Pyle)
5. The Song Is Ended (Mose Allison: voce) – 2:34 (Irving Berlin)

## Musicisti
- Mose Allison - piano, voce
- Addison Farmer - contrabbasso
- Osie Johnson - batteria

Note aggiuntive
- Nesuhi Ertegun - supervisore, produttore
- Registrazioni effettuate il 15 marzo 1962 a New York City, New York (Stati Uniti)
- Tom Dowd e Phil Iehle - ingegneri delle registrazioni
- Lee Friedlander - fotografia copertina album originale
- Loring Eutemey - design copertina album originale[4][3]

## Accoglienza
Secondo la guida 4969 - Jazz, una discografia (dopo il bebop prima della fusion):
()